# Pellezzano
Pellezzano község (comune) Olaszország Campania régiójában, Salerno megyében.

## Fekvése
A megye északnyugati részén fekszik. Határai: Baronissi, Cava de’ Tirreni és Salerno.

## Története
Első említése a 994-ből származik. A következő századokban nemesi birtok volt. A 19. században nyerte el önállóságát, amikor a Nápolyi Királyságban felszámolták a feudalizmust.

## Népessége
A népesség számának alakulása:

## Főbb látnivalói
- Sant’Anna-templom
- San Nicola di Bari-templom